# NCIS (tizedik évad)
Az NCIS című amerikai televíziós sorozat tizedik évadát 2012. szeptember 25-én kezdte vetíteni a CBS csatorna az Amerikai Egyesült Államokban. Az évadnyitó epizód 20,48 millió nézővel a legsikeresebb televíziós műsor volt azon a napon az USA-ban (a 18–49 közti korosztály körében pedig a 2.)

## Szereplők
- Mark Harmon (Leroy Jethro Gibbs) – magyar hangja: Mihályi Győző
- Cote de Pablo (Ziva David) – magyar hangja: Pikali Gerda
- Michael Weatherly (Tony) – magyar hangja: Schmied Zoltán
- Sean Murray (Timothy McGee) – magyar hangja: Kapácsy Miklós
- David McCallum (Doki) – magyar hangja: Szokolay Ottó
- Pauley Perrette (Abby) – magyar hangja: Böhm Anita
- Brian Dietzen (Dr. James Palmer) – magyar hangja: Láng Balázs
- Rocky Carroll (Leon Vance) – magyar hangja: Háda János

## Epizódlista
|  | Alább a cselekmény részletei következnek! |

| Eredeti cím | Amerikai bemutató    | Magyar cím                 | Magyar bemutató      | #     |
| --- | -------------------- | -------------------------- | -------------------- | ----- |
| Extreme Prejudice | 2012. szeptember 25. | A végső megoldás           | 2013. március 4.     | 10x01 |
| Gibbs ügynök csapata szerencsésen megúszta a robbantást, csak Tim sérült meg könnyebben. Dokinak szívrohama volt, de Palmer gondoskodásának köszönhetően gyorsan javul. A miniszter eközben elrendeli Dearing likvidálását. |                      |                            |                      |       |
| |                      |                            |                      |       |
| Recovery | 2012. október 2.     | Felépülés                  | 2013. március 11.    | 10x02 |
| A fegyvertár egyik munkatársát, akiről semmit sem tudtak a robbantás óta, megtalálják az autójában a tó fenekén, majd kiderül, hogy bizonyosan meggyilkolták. Abbynek közben ismét rémálmai vannak, amiről csak Gibbsnek hajlandó beszélni. Doki pedig rájön, hogy Jimmy csak szánalomból hívta be segíteni. |                      |                            |                      |       |
| Phoenix | 2012. október 9.     | Főnix                      | 2013. március 18.    | 10x03 |
| Doki exhumáltat egy 12 éve elhunyt haditengerészt, mert utólag gyanúsnak találja a halálának körülményeit. Közben holtan találnak egy másik haditengerészt, s rövidesen kiderül, hogy a két eset között összefüggés van, és Gibbs úgy határoz, hogy Doki vezesse a nyomozást. |                      |                            |                      |       |
| |                      |                            |                      |       |
| Lost at Sea | 2012. október 23.    | Elveszve a tengeren        | 2013. március 25.    | 10x04 |
| Egy eltűnt helikopter legénységének három tagját megtalálják, míg a pilótát nem. A nyomozás a parti őrség hatáskörébe tartozik, ám az NCIS is besegít. Tony és Tim találják meg a pilóta holttestét, de a gép roncsai még mindig nem kerülnek elő. A túlélők állapota és az ellentmondó vallomások miatt így aztán a csapat tovább nyomoz. Ráadásul a fiúk azért munka közben is találnak időt arra, hogy Borin ügynöknek udvaroljanak.                                                                                                 |                      |                            |                      |       |
| |                      |                            |                      |       |
| The Namesake | 2012. október 30.    | A névrokon                 | 2013. április 8.     | 10x05 |
| Egy tengerészt meggyilkolnak, és a nyomok egy zálogházba vezetnek. Az üzletben azonban Gibbs döbbenten fedezi fel az apja legjobb barátjának hősi kitüntetését. Kérdései pedig fájó emlékeket kavarnak fel a két öreg katona lelkében. |                      |                            |                      |       |
| |                      |                            |                      |       |
| Shell Shock (Part I) | 2012. november 13.   | Harctéri idegsokk 2/1      | 2013. április 15.    | 10x06 |
| Westcott százados részletesen elmondja, miképp támadták meg őt és Torres hadnagyot, majd hogyan verték össze őket, és a támadóik hogyan hurcolták el az utóbb holtan talált barátját, akin már nem tudott segíteni. A százados viselkedéséből Gibbs rájön, hogy a poszttraumásstressz-szindrómában szenved, amelynek következtében az agyában néha a valóság összekeveredik a háborús emlékekkel. |                      |                            |                      |       |
| |                      |                            |                      |       |
| Shell Shock (Part II) | 2012. november 20.   | Harctéri idegsokk 2/2      | 2013. április 22.    | 10x07 |
| Az új bizonyítékok arra ösztönzik Gibbst, hogy tovább foglalkozzon Wescott századossal, mert ha az emlékeit fel tudná dolgozni, az az ügy megoldását jelenthetné. Ziva közben jegyet szeretne szerezni az operába, de nem jár sikerrel. Tony azonban kitalálja, miképp segítsen neki. |                      |                            |                      |       |
| |                      |                            |                      |       |
| Gone | 2012. november 27.   | Elrabolva                  | 2013. április 29.    | 10x08 |
| Megpróbálnak elrabolni két fiatal lányt, de az egyiküknek sikerül kiszabadulnia. A nyomok pedig egyértelműen lánykereskedelemre utalnak. Munka közben azonban Tonyt csak az érdekli, hogy ki is az a titokzatos Schmeil, akinek a látogatása Zivát teljesen felvillanyozza. |                      |                            |                      |       |
| |                      |                            |                      |       |
| Devil's Trifecta | 2012. december 11.   | Az ördögi hármas           | 2013. május 6.       | 10x09 |
| Megpróbálják megölni Fornell ügynököt, a nyomok pedig egy kocsmához vezetnek. Gibbs és Fornell mindkettejük volt feleségébe, Diane-ba botlik a helyszínen, akiről kiderül, hogy az adóhatóság különleges ügynöke. Hárman együtt kell, hogy dolgozzanak egy nagy pénzmosási ügy felgöngyölítésén, amely persze nem megy súrlódások nélkül. |                      |                            |                      |       |
| |                      |                            |                      |       |
| You Better Watch Out | 2012. december 18.   | Ezernyi csillag hull       | 2013. május 13.      | 10x10 |
| Egy haláleset kapcsán kiderül, hogy nagy adag megsemmisítésre váró bankjegyet tulajdonítottak el. Gibbséknek ezúttal a titkosszolgálattal kell együttműködniük az ügy felderítésében. Közben DiNozzo apja érkezik New Yorkból, hogy a fiával karácsonyozzon, de Tony ennek egyáltalán nem örül… |                      |                            |                      |       |
| |                      |                            |                      |       |
| Shabbat Shalom | 2013. január 8.      | Shabbat Shalom             | 2013. május 27.      | 10x11 |
| Az esti edzése után Zivát a legnagyobb megdöbbenésére az apja várja a kocsijában. Titokban jött Washingtonba, hogy bebizonyítsa, mennyire megváltozott, és egyrészt kibéküljön a lányával, másrészt Vance segítségét kérje, mert inog az igazgatói pozíciója a Moszadnál. Ziva azonban nem tud megbocsátani neki, mert rájön, hogy az apja ezúttal is hazudott neki. |                      |                            |                      |       |
| |                      |                            |                      |       |
| Shiva | 2013. január 15.     | Shiva                      | 2013. június 3.      | 10x12 |
| Az előző rész folytatása! Mivel Leon Vance felesége is meghalt a merényletben, érintettsége folytán nem vehet részt a nyomozásban. Eli David haláláért a Moszad igazgatóhelyettese, Ilan Bodnar az irániakat teszi felelőssé. David iráni barátja közben segíteni akar a nyomozásban, de őt is meggyilkolják. A bérgyilkosnak utalt pénz eredete után nyomozó McGee felfedezi, hogy az egész mögött Bodnar és egy hírhedt fegyverkereskedő áll. Zivát ugyan hajtja a bosszúvágy, de az apja méltó meggyászolását mindenek fölé helyezi. |                      |                            |                      |       |
| |                      |                            |                      |       |
| Hit and Run | 2013. január 29.     | Ütközés                    | 2013. szeptember 9.  | 10x13 |
| Lyle és Chad meghalnak egy autóbalesetben. A két család közt azonban már hosszú ideje feszült a kapcsolat, amely a két apa találkozásakor a tettlegességig fajul. Az autóroncs betört szélvédője eközben régi, fájdalmas emlékeket ébreszt Abbyben. |                      |                            |                      |       |
| |                      |                            |                      |       |
| Hereafter | 2013. február 5.     | Azután                     | 2013. szeptember 16. | 10x14 |
| Gabe Crow őrvezető gyakorlatozás közben veszíti életét. A csapat kideríti, hogy illegális verekedésekkel szerzett plusz pénzt, de bizonyos sérüléseire ez mégsem magyarázat. Közben Leon Vance a felesége hagyatékát rendezgetve megtalálja egy széf kulcsát, amelyben egy köteg pénz és iratok vannak. Az igazgató azonban nem érti a helyzetet, de Gibbs tud válaszokat a kérdéseire. |                      |                            |                      |       |
| |                      |                            |                      |       |
| Canary | 2013. február 19.    | Kanári                     | 2013. szeptember 23. | 10x15 |
| Gibbséknek sikerül elkapniuk a második legkeresettebb internetbűnözőt, aki meghackelte az NCIS számítógépközpontját és felelős egy ügynök haláláért is. Remélik, hogy általa eljutnak a felbujtóhoz, de a férfi nem sok hajlandóságot mutat arra, hogy bármi információt kiadjon. Gibbsnek ekkor régimódi eszközökhöz kell folyamodnia, hogy megtörje az elkövetőt. |                      |                            |                      |       |
| |                      |                            |                      |       |
| Detour | 2013. február 26.    | Kitérő                     | 2013. szeptember 30. | 10x16 |
| Roth százados öngyilkos lett, de nem lehet tudni, hogy miért. A helyszínről Doki és Palmer visszaindulnak a tetemmel az NCIS-központba, de útközben defektet kapnak, s mint utóbb kiderül, nem is véletlenül. Sajnos azonban így az életük is veszélybe kerül. |                      |                            |                      |       |
| |                      |                            |                      |       |
| Prime Suspect | 2013. március 5.     | A fő gyanúsított           | 2013. október 7.     | 10x17 |
| Egy sorozatgyilkos fantomképe gondot okoz Gibbs egyik barátjának, ugyanis kísértetiesen hasonlít a fiára. Gibbs erre puhatolózni kezd a rendőrségnél, de minden igyekezete ellenére furcsa dolgok derülnek ki. Közben Tony a Bahamákra utazik egy gyakornok kíséretében, hogy elfogjon egy haditengerészt, aki meglépett a támaszpontról 200 ezer dollárral. |                      |                            |                      |       |
| |                      |                            |                      |       |
| Seek | 2013. március 19.    | Szimat                     | 2013. október 14.    | 10x18 |
| Kabulban meggyilkolnak egy tengerészgyalogost. Az áldozat felesége felkeresi Gibbst, és megmutat neki egy videoüzenetet, amelyet a férje egy nappal a halála előtt küldött, ezért arra kéri, hogy foglalkozzon az üggyel. Miután az özvegyhez betörnek, Gibbs és McGee elutaznak Afganisztánba, míg Ziva otthon próbál meg segíteni Vance-nek. |                      |                            |                      |       |
| |                      |                            |                      |       |
| Squall | 2013. március 26.    | Szélvihar                  | 2013. október 21.    | 10x19 |
| Holtan találják egy hadihajó orvosát. Gibbs csapata nyomoz a hajón, ahol McGee apjába, az alezredesbe botlanak, aki előző nap érkezett oda szemlét tartani. Apa és fia között nem felhőtlen a kapcsolat, mert az alezredes nem sokra becsüli Tim munkáját, ugyanis „aktakukacnak” tartja a fiát. A nyomok közben egyértelműen arra utalnak, hogy a hajóorvost a gyógyszernyilvántartás miatt ölték meg, és lassan az is kiderül, hogy kinek a betegségét akarták titokban tartani…                                                      |                      |                            |                      |       |
| Chasing Ghosts | 2013. április 9.     | Fantomhajsza               | 2013. október 28.    | 10x20 |
| Egy tengerészgyalogos százados férje eltűnik, s csak a levágott gyűrűsujját találják meg a szemétben. Amikor a nőt felhívják és a telefonban lövések hallatszanak, Gibbsék szinte biztosak benne, hogy a férfit már nem találják meg élve, de azért folytatják a nyomozást. Tonyt közben egyre nagyobb nyugtalansággal tölti el Ziva viselkedése, mert érzi, hogy a lány titokban kutakodik apja gyilkosának megbízója után… |                      |                            |                      |       |
| |                      |                            |                      |       |
| Berlin | 2013. április 23.    | Berlin                     | 2013. november 4.    | 10x21 |
| Egy Moszad-ügynököt meggyilkolnak egy parkolóházban. Orli Elbaz, a Moszad új igazgatónője jelentkezik Vance-nél, hogy felajánlja az együttműködését az ügyben. Ziva és Tony Berlinbe utaznak, hogy elkapják Ilan Bodnart, de helyette a testvérére bukkannak. Gibbs eközben rájön, hogy Orli Elbaz megpróbálta átverni őt… |                      |                            |                      |       |
| |                      |                            |                      |       |
| Revenge | 2013. április 30.    | Bosszú                     | 2013. november 11.   | 10x22 |
| Szerencsére Ziva és Tony csak könnyebben sérülnek meg a balesetben. Gibbséknek a belbiztonság megtiltja a további nyomozást, de persze ez Vance igazgatónak nincs ínyére. Ilan Bodnar videoüzenete egy időre félrevezeti McGee-t, de Doki akaratlanul segít megtalálni a helyes irányt. Ziva eközben egyedül vág neki, hogy megbosszulja az apja halálát… |                      |                            |                      |       |
| |                      |                            |                      |       |
| Double Blind | 2013. május 7.       | Kettős vakság              | 2013. november 18.   | 10x23 |
| Egy hadihajó szakácsa úgy érzi, hogy megfigyelik, ezért az NCIS-hez fordul segítségért. A nyomozás során kiderül, hogy önként jelentkezett egy olyan programba, amelynek során a megfigyelés hatását tesztelik különböző embereken, csak éppen nem emlékszik erre, mert korábban megtámadták, leütötték és agyrázkódást szenvedett. Közben a Bodnar halálát hivatalból vizsgáló ügyész komoly gondokat okoz Gibbs csapatának… |                      |                            |                      |       |
| |                      |                            |                      |       |
| Damned If You Do | 2013. május 14.      | Elkárhozol így is, úgy is… | 2013. november 25.   | 10x24 |
| Parsons ügyész a bizonyítékok manipulálásával és az igazságszolgáltatás hátráltatásával vádolja Gibbst. A csapat Gibbs utasítása ellenére nyomozásba kezd, és kiderítik, hogy Parsons egészen magasan pozicionált emberekről is rendelkezik olyan információkkal, amelyeknek nem lenne jó nyilvánosságra kerülniük. Közben egy haditengerész feleségének csomagot kézbesítenek, amelyben a tiszt erősen radioaktív levágott feje van…                                                                                                   |                      |                            |                      |       |
| |                      |                            |                      |       |